# Amphirhoe
Amphirhoe is een kevergeslacht uit de familie van de boktorren (Cerambycidae). De wetenschappelijke naam van het geslacht werd voor het eerst geldig gepubliceerd in 1840 door Newman.

## Soorten
Amphirhoe omvat de volgende soorten:
- Amphirhoe decora Newman, 1840
- Amphirhoe sloanei Blackburn, 1890